# Observe. Hack. Make.

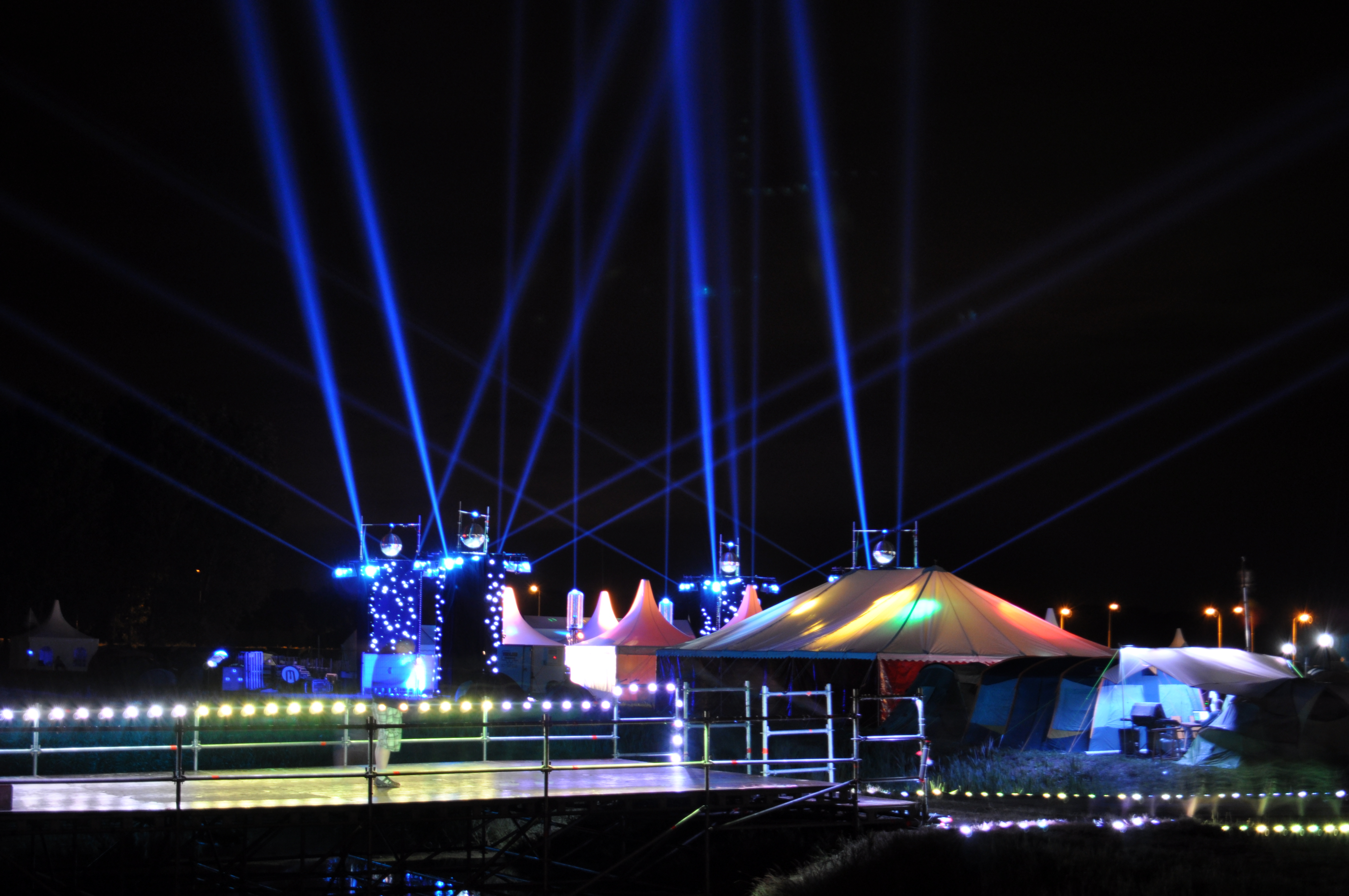
Sfeerbeeld 's nachts van de Belgian Hackerspaces Village (rode tent) en Area42 (met alle lichten)

Observe. Hack. Make., kortweg OHM2013, was een hackersconferentie en openluchtfestival in Nederland. Het maakt deel uit van een vierjarige reeks die in 1989 begon met de Galactic Hacker Party in Paradiso in Amsterdam. In deze reeks was OHM2013 de opvolger van Hacking at Random uit 2009.

## Festival en organisatie
Het zevende festival in deze reeks werd van 31 juli tot en met 4 augustus 2013 gehouden in Geestmerambacht in Noord-Holland en werd georganiseerd door de stichting IFCAT, die in 2011 werd opgericht om de hackersfestivals voortaan te organiseren. Met 3000 deelnemers was OHM2013 uitverkocht; het laatste ticket werd verkocht op 20 juli 2013. Voor de nodige verbindingen met de buitenwereld was het kampeerterrein voorzien van kilometers glasvezel en een 10 Gb uplink.

## Programma
Tijdens het evenement hielden de aanwezigen zich onder meer bezig met conferenties, workshops, hackdemonstraties en lezingen. Daarnaast was er plaats voor culturele elementen, om sociale contacten op te doen en een pint (of het bij hackers zeer populaire drankje Club-Mate) te drinken, en voor (gezamenlijk) spelen van computerspellen.
Op het festival kwamen diverse technische en ethische kwesties aan bod, zoals hoe men zichzelf kan beschermen tegen nieuwsgierige overheidsdiensten, digitale burgerrechten, betrouwbaarheid van stemcomputers en het kraken van LEGO Mindstorms.

PvdA-kamerlid Astrid Oosenbrug bezocht de conferentie en nam deel aan een discussie op festivalzender OHMroep (radio), zoals ze reeds op 29 mei 2013 had aangekondigd, als oriëntatie bij haar standpunt dat de zogenaamde "ethische hacker" op wettelijke bescherming zou moeten kunnen rekenen.

## Julian Assange, klokkenluiders
Een van de activiteiten was een live videoverbinding met Julian Assange. Nadat hij tijdens de vorige editie -in 2009- een lezing had gegeven, vond de organisatie het wel interessant om hem terug uit te nodigen, al kon het deze keer niet in levenden lijve omdat hij destijds nog vastzat op de ambassade van Ecuador in Londen. Assange ging tijdens dit contact onder andere in op recente ontwikkelingen met betrekking tot afluisteren van internetverkeer door nationale overheden. Ook klokkenluiders Thomas Drake (voorheen NSA), Jesselyn Radack (eerder bij het Amerikaanse ministerie van Justitie) en Coleen Rowley (ex-FBI) waren op het festival aanwezig.
Galactic Hacker Party 1989 · Hacking at the End of the Universe 1993 · Hacking in Progress 1997 · Hackers at Large 2001 · What the Hack 2005 · Hacking at Random 2009 · Observe. Hack. Make. 2013 · Still Hacking Anyway 2017